# Podkoszulek

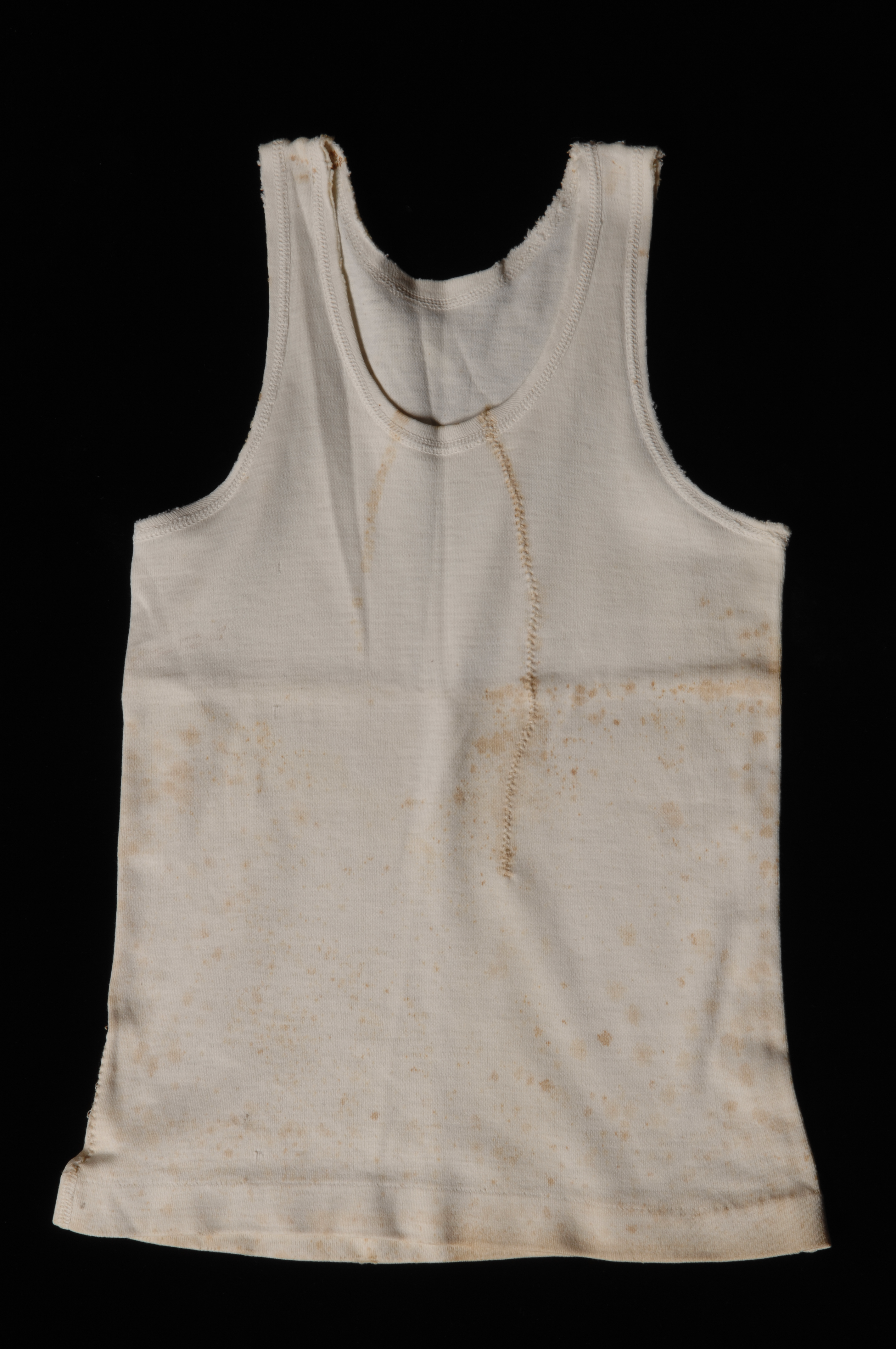
Podkoszulek

Podkoszulek (podkoszulka) – element odzieży zasadniczo zaliczany do bielizny. W klasycznej formie wykonywany z cienkiej białej bawełny okrywając jedynie tułów z głębokim wcięciem pod szyją i nie posiadając rękawów.
W podstawowym zastosowaniu podkoszulek noszony jest pod koszulą (stąd nazwa). W kroju przypomina nieco swym kształtem dużą literę A, przez co w krajach anglojęzycznych nazywany często A-shirt, w odróżnieniu od T-shirt. Czasem podkoszulki wykonywane są nie z jednolitej tkaniny bawełnianej, tylko np. z siatki o dość dużych oczkach. Niekiedy, szczególnie w miesiącach letnich, mężczyźni noszą podkoszulki także bez koszuli, jako jedyną górną część garderoby. Takie podkoszulki mogą być białe, kolorowe lub wielokolorowe.
Podkoszulek bywa też często używany jako koszulka gimnastyczna, element stroju sportowego, zwłaszcza przez lekkoatletów. Podkoszulki sportowe często są zróżnicowane pod względem kolorystyki, czasem wielokolorowe mogąc nawiązywać do barw narodowych kraju, który reprezentuje sportowiec.
Jednym z wariantów podkoszulka jest bokserka, z charakterystycznymi wcięciami na plecach odsłaniającymi łopatki. Istnieją także podkoszulki z długim rękawem, noszone pod koszulę dla ochrony przed zimnem. 